# Język jin

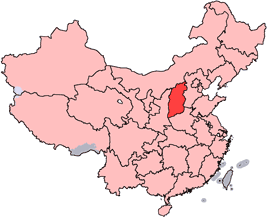
Prowincja Shanxi

Język jin (chiń. upr. 晋语; chiń. trad. 晉語; pinyin jìnyǔ) lub jinyu – jeden z wielu dialektów języka chińskiego, używany w północnej części Chin. Jego położenie w wykazie języków używanych w Chinach jest dyskutowane: jedni językoznawcy mówią, że jest to dialekt języka mandaryńskiego, zaś inni plasują go jako pełnoprawny język.
Język jin jest używany w Chinach w prowincji Shanxi oraz Mongolii Wewnętrznej i jej okolicach. Łącznie mówi nim 45 milionów osób, daje mu 22 miejsce w rankingu najpopularniejszych języków świata. Jin funkcjonuje wyłącznie jako język potoczny, używany tylko w mowie.
Język jin bardzo się różni od języków używanych w okolicach jego obszaru występowania, dzięki czemu językoznawcy nadali mu status języka (choć ciągle istnieją dyskusje na ten temat). Ma to związek z geograficzną izolacją prowincji Shanxi – jest to płaskowyż ze wszystkich stron otoczony górami.

## Gramatyka
W przeciwieństwie do standardowego języka mandaryńskiego, w jin stosuje się końcowe zwarcia krtaniowe. Inną ważną rzeczą w języku jin jest to, że nie ma tam ustalonych zasad co do zmiany tonów w złożeniach (sandhi), odmiennie niż w mandaryńskim. Ton zmienia się w zależności od szyku zdania i jest to swego rodzaju odmiana wyrazu.
W języku jin stosuje się także prefiksy takie jak 圪 (ka), 忽 (xa), lub 入 (za), które dodaje się do wyrazów w zależności od sytuacji lub położenia wyrazu w zdaniu. W niektórych wyrazach dodanie takiego prefiksu całkowicie zmienia znaczenie słowa, np. sam znak 鬼 oznacza duch, ale już z prefiksem, 入鬼 oznacza wygłupiać się.
Język jin posiada dużą liczbę zaimków wskazujących, używanych w zależności od kontekstu sytuacyjnego.